# Saint-Fiacre-sur-Maine
Saint-Fiacre-sur-Maine is een gemeente in het Franse departement Loire-Atlantique (regio Pays de la Loire). De plaats maakt deel uit van het arrondissement Nantes. Saint-Fiacre-sur-Maine telde op 1 januari 2022 1.246 inwoners.

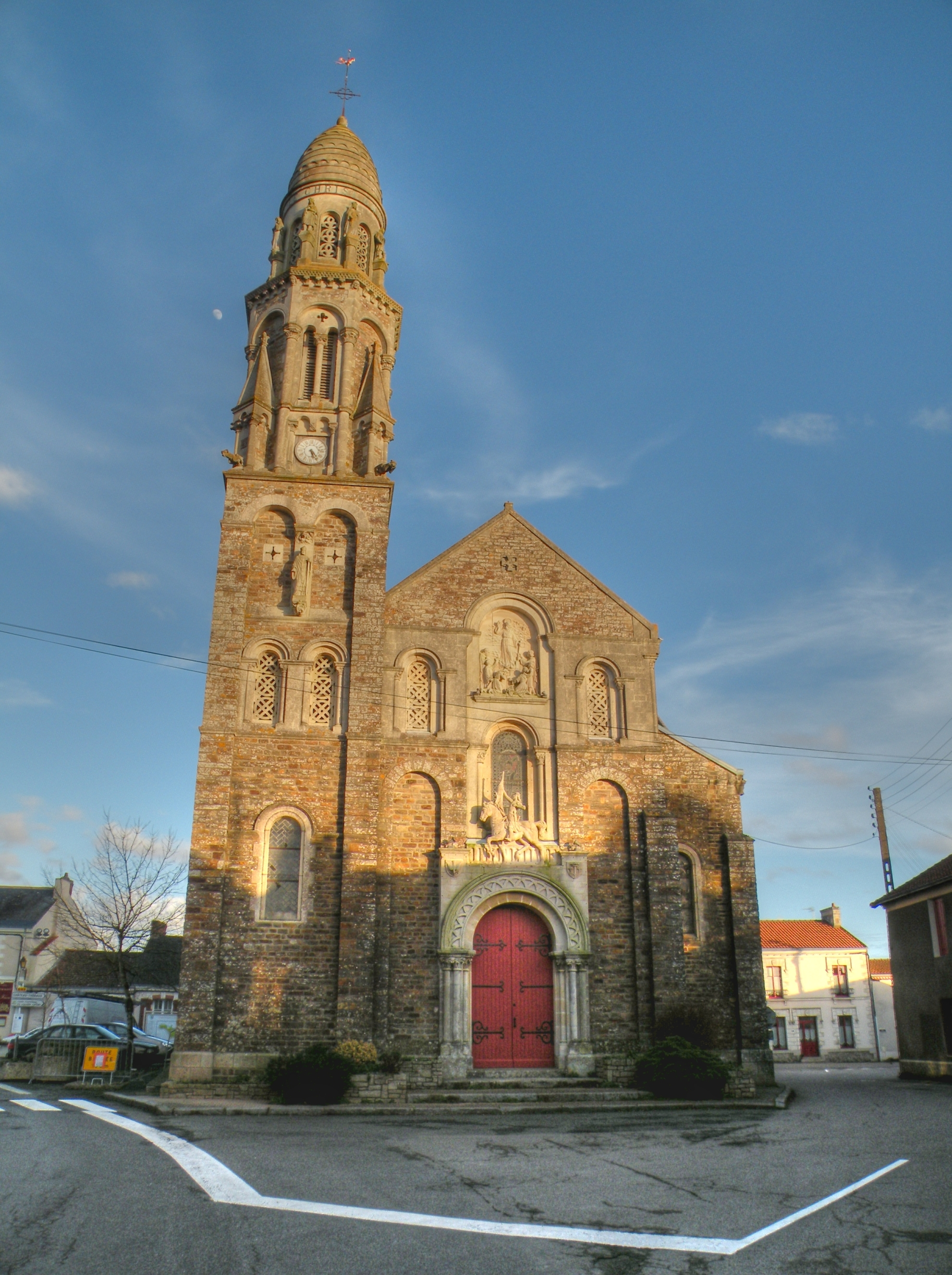
Kerk van Saint-Fiacre sur Maine
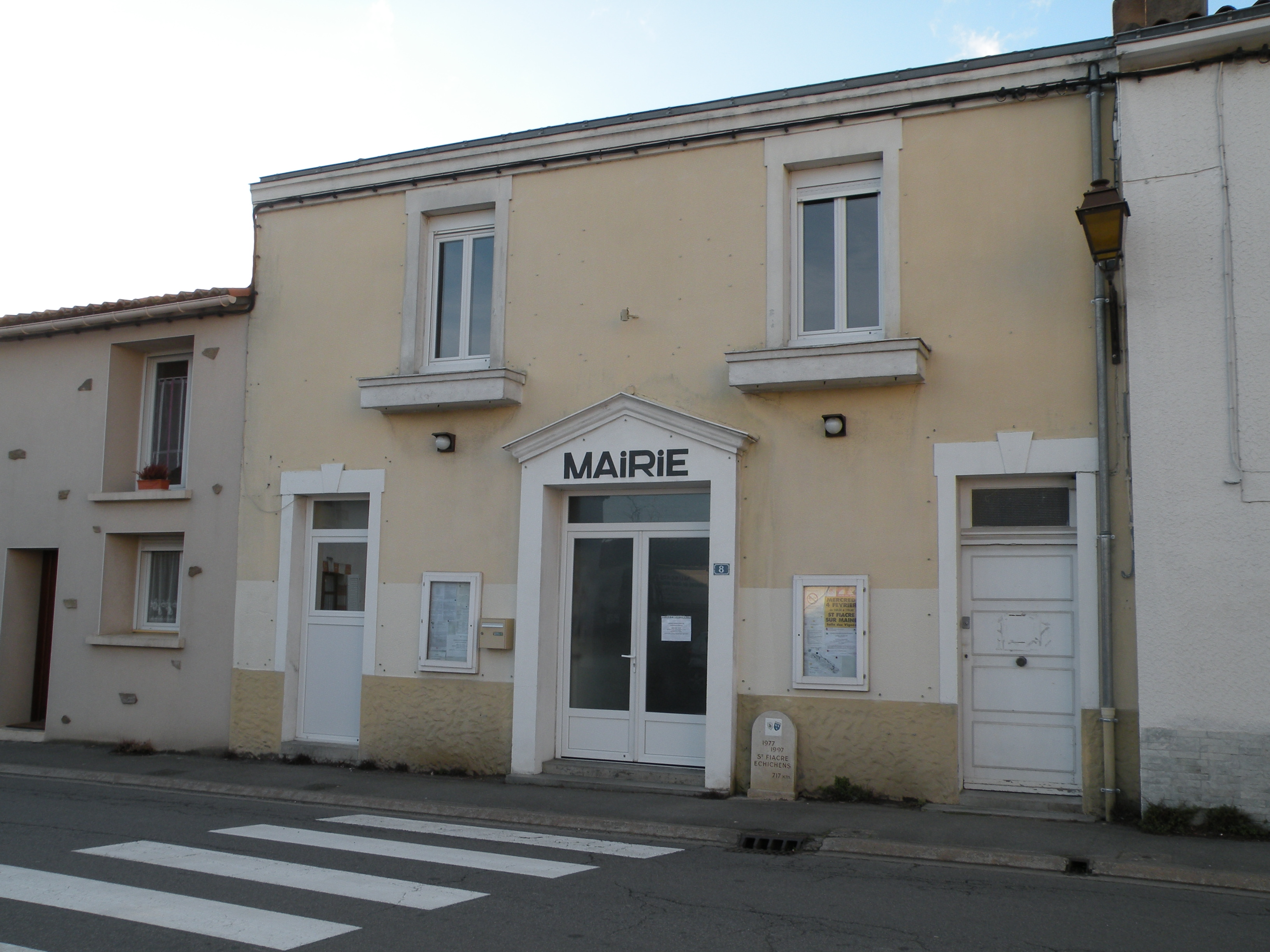
Gemeentehuis
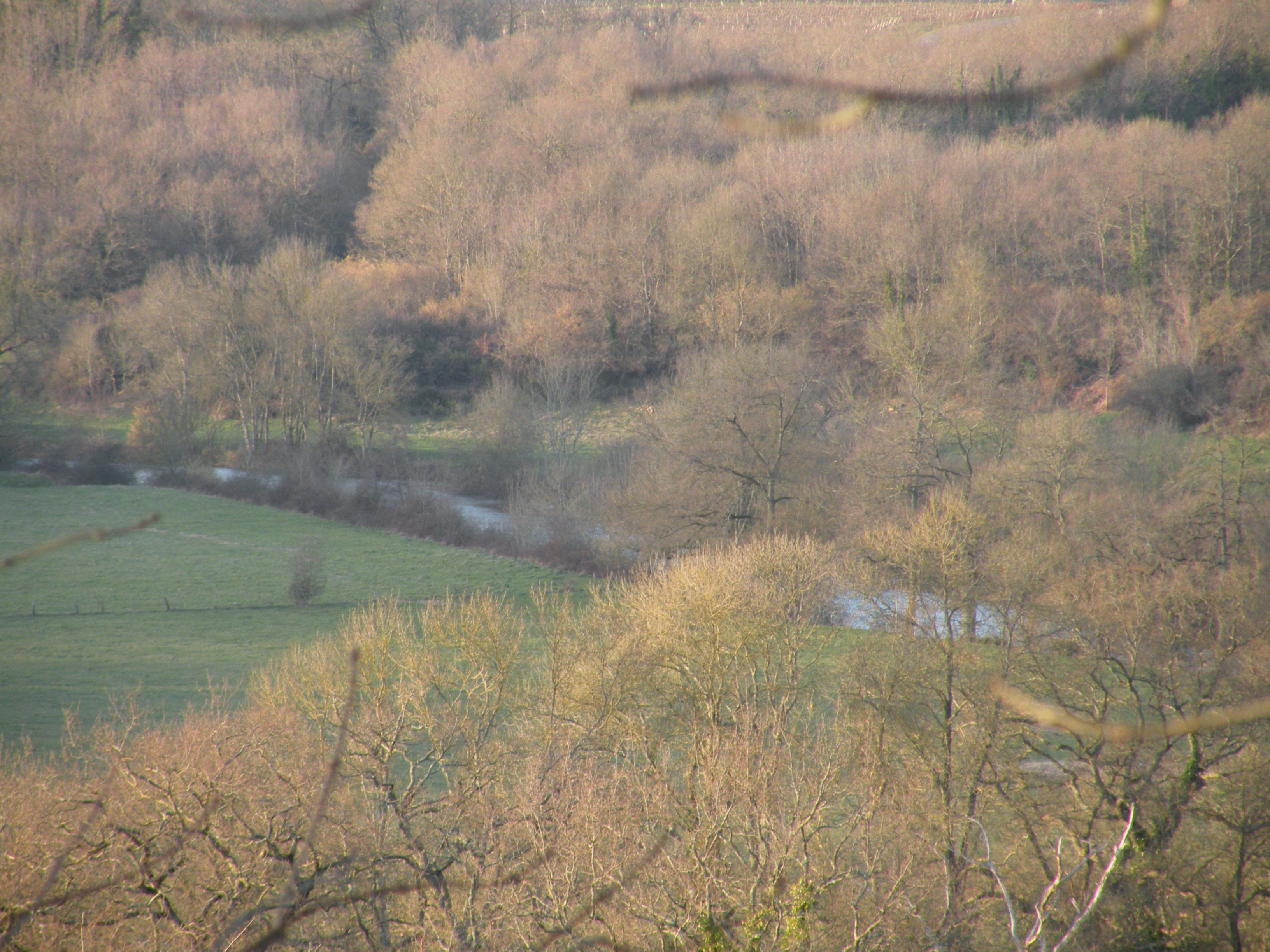
De Maine

## Geografie
De oppervlakte van Saint-Fiacre-sur-Maine bedroeg op 1 januari 2022 5,97 vierkante kilometer; de bevolkingsdichtheid was toen 208,7 inwoners per km².

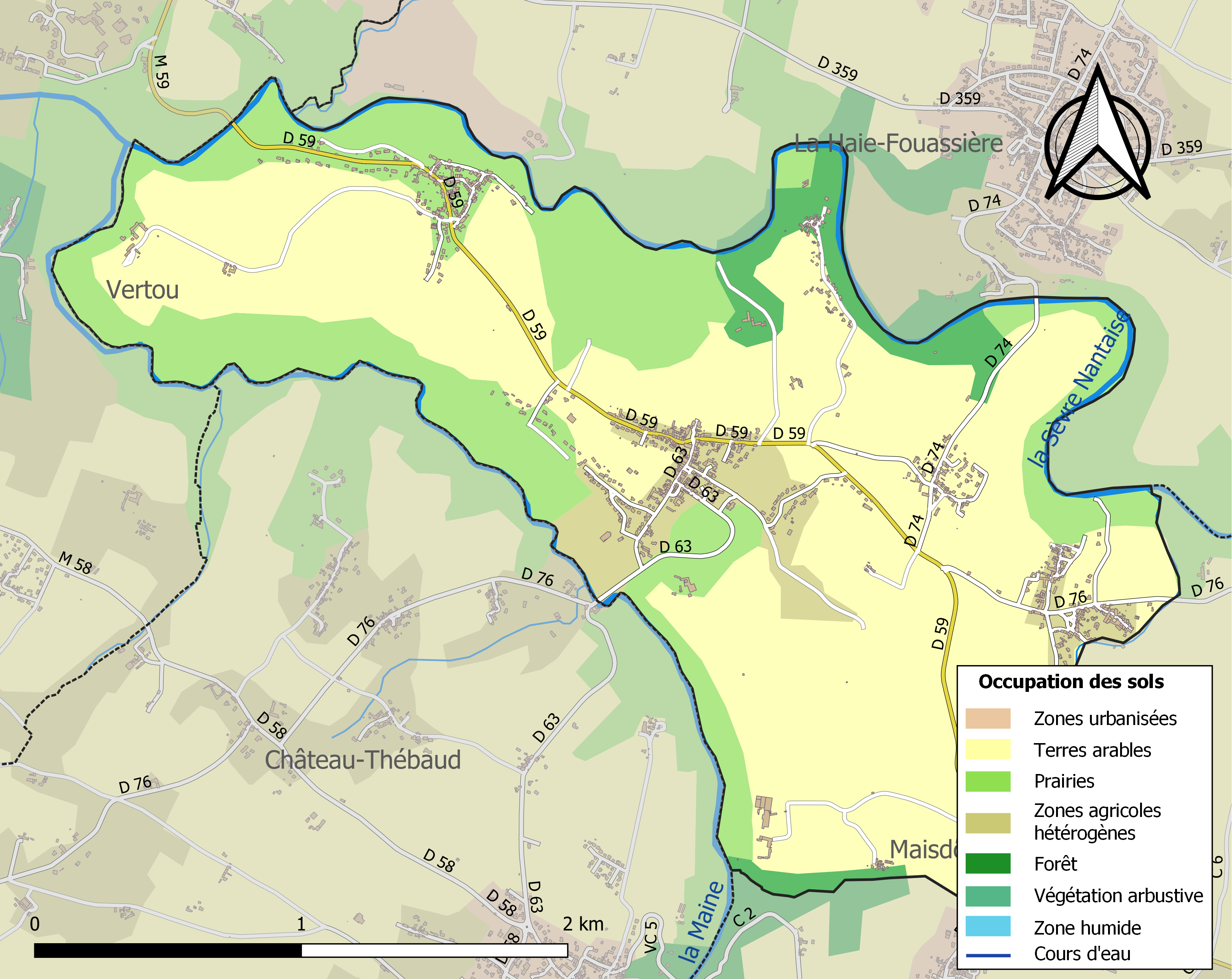
Kaart van de gemeente met de belangrijkste infrastructuur, bodemgebruik en omliggende gemeenten

## Demografie
Onderstaande figuur toont het verloop van het inwonertal (bron: INSEE-tellingen).